# Fercé
Fercé là một xã thuộc tỉnh Loire-Atlantique, trong vùng Pays de la Loire ở phía tây nước Pháp. Xã này nằm ở khu vực có độ cao từ 42-117 mét trên mực nước biển. Theo điều tra dân số năm 2006 của INSEE, xã có dân số 485 người.
Sông Semnon tạo thành một phần ranh giới phía bắc thị trấn.